# Onomàstica del Camp de Tarragona
L'onomàstica del Camp de Tarragona és la branca de la lingüística que estudia els noms propis –és a dir, els no comuns– d'aquesta zona del Principat. De tots els Països Catalans, les comarques del Camp de Tarragona són els territoris que presenten el percentatge més alt d'estudis onomàstics. Gràcies al mestratge del reusenc Ramon Amigó, i també d'Albert Manent, que van crear escola al Camp de Tarragona, aquestes comarques són capdavanteres en els inventaris de toponímia i antroponímia catalanes.
La Societat d'Onomàstica, que actualment la presideix el cambrilenc Pere Navarro Gómez, és una entitat adherida a l'Institut d'Estudis Catalans que s'encarrega d'augmentar el suport a les publicacions i de la difusió de les activitats i estudis vinculats al món de l'onomàstica. A més a més, l'any 2016 la Secretaria de Política Lingüística i el Departament de Filologia Catalana de la Universitat Rovira i Virgili van impulsar el Premi Ramon Amigó i Anglès, a projectes d'investigació en l'àmbit de l'onomàstica catalana, que compta amb un conveni amb l'Institut d’Estudis Catalans i la Societat d'Onomàstica, que es comprometen a publicar l'obra guanyadora dins la col·lecció Treballs de l'Oficina d'Onomàstica de l'IEC.
Per comarques, els treballs inventariats al Camp de Tarragona són els següents:
- L'Alt Camp té inventariats nou localitats: Aiguamúrcia, Alcover, Fontscaldes (Valls), Garidells, Masmulets (Valls), la Masó, Picamoixons (Valls), Querol, la Riba, Vallmoll, Valls.
- El Baix Camp té inventariades vint-i-sis poblacions: l'Albiol, l'Aleixar, Alforja, Almoster, Arbolí, l'Argentera, les Borges del Camp, Cambrils, Capafonts, Castellvell, Colldejou, Duesaigües, la Febró, Maspujols, Mont-roig del Camp, la Mussara (Vilaplana), Prades, Pratdip, Reus, Riudecanyes, Riudecols, Riudoms, Vandellòs, Vilanova d'Escornalbou, Vilaplana, Vinyols.
- La Conca de Barberà té inventariats sis municipis: Barberà de la Conca, Belltall (Passanant), Blancafort, Passanant (amb Belltall), Rocafort de Queralt, Vilanova de Prades.
- El Tarragonès té inventariades dotze poblacions: la Canonja, Constantí, Perafort (i Puigdelfí), la Pobla de Mafumet, Renau, Salou, Tamarit,[5] Tarragona, Torredembarra,[6] Vespella de Gaià, Vilallonga i Vila-seca.

### Alt Camp
- CABRÉ MONTSERRAT, Dolors; VECIANA AGUADÉ, Josep (2003): Onomàstica del terme municipal dels Garidells. Barcelona: Institut d'Estudis Catalans.

- GRAU I VERDÚ, Antoni (2000): Noms de lloc i de persona i renoms del poble de Vallmol. Barcelona: Institut Cartogràfic de Catalunya/Societat d'Onomàstica.

- IGLÉSIES, Josep (1953): Els noms de lloc de les terres catalanes I: la Riba (terme municipal i parroquial). Barcelona: Institut d'Estudis Catalans.
- JASSANS, Miquel S.; SELFA, Moisès (2015): Onomàstica de Valls i els seus agregats de Fontscaldes, Masmulets i Picamoixons. Barcelona: Institut d'Estudis Catalans, Treballs de l'Oficina d'Onomàstica.[1]

- MANENT I SEGIMON, Albert (1985): “Els noms de lloc del terme i poble de la Masó”, Treballs de la Secció de Folologia i Història Literària IV de l'Institut d'Estudis Tarraconeneses Ramon Berenguer IV. Tarragona: Diputació de Tarragona, 5-35.

- PEREA SIMON, Eugeni (1994): La geografia i la història de Mont-ral a través de la seva onomàstica. Barcelona: Societat d'Onomàstica.

- RIUS I JOVÉ, Jordi (1997): Aproximació a la història i a la toponímia de Picamoixons. Picamoixons: Edicions Cossetània.

- SELFA SASTRE, Moisès (2008): Onomàstica d'Alcover. Barcelona: Institut Cartogràfic de Catalunya / Societat d'Onomàstica.

- – (2010): Els noms de lloc i de persona del terme municipal de Querol. Tarragona: Ed. Silva

### Baix Camp
- AMIGÓ ANGLÈS, Ramon (1963): Els topònims del terme municipal i del poble de la Mussara. Tarragona: Diputació de Tarragona.

- –- (2008): Onomàstica del terme municipal de Constantí. Institut d'Estudis Catalans.

- –– (1968): Toponímia dels termes municipals i nuclis de població de Castellvell del Camp i d'Almoster. Reus: Essociació d'Estudis Reusencs.

- –– (1985): Noms de lloc i de persona del terme de Prades. Reus/Prades: Associació d'Estudis Reusencs/Ajuntament de Prades.

- –– 1988): Materials per a l'estudi dels noms de lloc i de persona, i renoms, del terme de Reus. Reus: Associació d'Estudis Reusencs.

- COLL CASADÓ, Josep M.; AMIGÓ ANGLÈS, Ramon (2010): Onomàstica del terme municipal de Pratdip. Barcelona: Institut d'Estudis Catalans.

- JASSANS, Miquel S. (1991): Noms de lloc i de persona d'Alforja i Cortiella. Reus: Centre d'Estudis Comarcal Josep Iglésies.

- –– (2003): Onomàstica de Colldejou. Barcelona: Institut d'Estudis Catalans.

- –– (2008): Onomàstica de Duesaigües i el seu terme. Barcelona: Institut d'Estudis Catalans.

- JOVÉ HORTONEDA, Ferran (1981): Toponímia de les Borges del Camp i del seu terme municipal. Reus: Associació d'Estudis Reusencs.

- –– (1990): Història i onomàstica de Riudecols i dels seus agregats, les Irles i les Voltes. I. Reus. Centre d'Estudis Comarcal Josep Iglésies.

- –– (1991): Història i onomàstica de Riudecols i dels seus agregats, les Irles i les Voltes. II. Reus. Centre d'Estudis Comarcal Josep Iglésies.

- –– (1999): Estudi onomàstic de la vila i terme de Mont-roig del Camp. Mont-roig del Camp: Ajuntament de Mont-roig del Camp.

- –– (2013): Onomàstica del terme municipal de Vandellòs i l'Hopitalet de l'Infant. Barcelona: Institut d'Estudis Catalans.
- MANENT, Albert (1962): Toponímia de l'Aleixar i del seu terme. Tarragona: Diputació de Tarragona.

- –– (1966): "Toponímia de Maspujols i el seu terme", dins Boletín Arqueológico, any LXVI: 1966. Tarragona. Reial Societat Arqueològica Tarraconense, pàg.:229-246

- –– (1970): “Toponímia de Vilaplana i del seu terme”, Boletín de la Real Academia de Buenas Letras de Barcelona, núm.: XXXIII: 1969-1970, 77-106.

- –– (1973-1974): “Toponímia del terme municipal de La Febró”, dins Boletín Arqueológico, fascicles 121-128, anys 1973-1974. Tarragona: Reial Societat Arqueològica Tarraconense.

- –– (1981): “Els noms de lloc del terme i del poble de Capafonts”, Treballs de la Secció de Filologia i Història Literària II de l'Institut d'Estudis Tarraconeneses Ramon Berenguer IV. Tarragona: Diputació de Tarragona, 9-67.

- MANENT, Albert; PAGAROLAS, Laureà (2009): Els noms de lloc, cognoms i renoms de Vinyols i els Arcs, Ajuntament de Vinyols i els Arcs.

- MANENT, Albert; LLAURADÓ, Josep Maria (2015): Onomàstica de Maspujols. Maspujols: Ajuntament de Maspujols. Versió revisa i ampliada de l'edició de 1966.

- MARISTANY I TIÓ, Carles (1982): “Toponímia de Vilanova d'Escornalbou i el seu terme municipal”, Treballs de la Secció de Filologia i Història Literària III de l'Institut d'Estudis Tarraconeneses Ramon Berenguer IV. Tarragona: Diputació de Tarragona, 9-178.

- MOREU REY, Enric (1976): “Toponímia del terme, actual i pretèrit, de l'Albiol”, Anuario de Filología, núm.: 2. Barcelona: Facultat de Filologia de la Universitat de Barcelona, 447-530.

- PEREA SIMÓN, Eugeni (2006): Onomàstica de Riudoms. Barcelona: Institut d'Estudis Catalans. Va aparèixer publicada una primera versió l'any 1978 amb el títol “Toponímia del terme i de la vila de Riudoms”, dins la Revista Catalana de Geografia, any I, vol. i, núm. 2: abril-juny 1978. Barcelona. Societat Catalana de Geografia, 289-398.

- PRATS AUQUÉ, Enric (2003): Noms de lloc, llinatges i renoms de l'Argentera. Barcelona: Institut Cartogràfic de Catalunya.

- PRATS SOBREPERE, Joan (1978): “Toponímia del terme i del poble d'Arbolí”, Revista Catalana de Geografia, any I, vol. I, núm. 3: juliol-setembre 1978. Barcelona. Societat Catalana de Geografia, 447-528.

- ROIGÉ FIGUERAS, Dolors (1989): Els noms de lloc i de persona de Riudecanyes. Reus: Centre d'Estudis Comarcal Josep Iglésies.

- VIDIELLA RECASENS, Montserrat (2000): Onomàstica de Cambrils i del seu terme municipal. Cambrils. Cambrils: Ajuntament de Cambrils.

### Conca de Barberà
- MIRÓ, Josep; SANS, Josep M. (1991): Belltall. Passanant: Ajuntament de Passanant-Belltall.

- MOREU REY, Enric (1978): “Toponímia del poble i del terme de Passanant”, Revista Catalana de Geografia. Barcelona: Societat Catalana de Geografia, 549-576.

- PERE ANGLÈS, Ramon (2004): Recull de noms de lloc i de persona de Vilanova de Prades. Barcelona: Institut d'Estudis Catalans.

- PLAZA I ARQUÉ, Carme (1990): Història de Barberà a través dels noms. Tarragona: Diputació de Tarragona.

- RECASSENS LLORT, Josep (2000): Blancafort, a partir dels noms passats i presents. Barcelona: Institut d'Estudis Catalans.

- SELFA SASTRE, Moisès (2010): Antroponímia i toponímia del terme municipal de Rocafort de Queralt. Valls: Cossetània.

### Tarragonès
- AMIGÓ ANGLÈS, Ramon (1968): Els topònims del terme municipal i del poble de Constantí. Tarragona. Diputació de Tarragona.[2][3]

- –– (1978): Toponímia de Vila-seca de Solcina i del seu terme municipal. Vila-seca – Salou: Agrupació Cultural de Vila-seca – Salou.[2]

- –– (2008): Onomàstica del terme municipal de Constantí. Barcelona / Constantí: Institut d'Estudis Catalans / Sindicat Agrícola de Constantí.
- AMIGÓ ANGLÈS, Ramon; MUNTANYA, M. Teresa; SANMARTÍ, Montserrat (2017): Onomàstica del terme antic de Tamarit de Mar. Barcelona: Institut d'Estudis Catalans, Treballs de l'Oficina d'Onomàstica 26.[4]

- MIQUEL I SOLÉ, Carme; PERE ANGLÈS, Ramon (2022): Onomàstica del terme municipal de Torredembarra. Institut d'Estudis Catalans (Secció Filològica), Societat d'Onomàstica.[5]
- MUNTANYA I MARTÍ, Maria-Teresa (1980): “Toponímia de l'antic terme de la Canonja”, Treballs de la Secció de Filologia i Història Literària I. Tarragona: Diputació de Tarragona, 9-84.

- MUNTANYA I MARTÍ, Maria-Teresa; ESCATLLAR I TORRENT, Francesc (2007): Tarragona: una passejada pel terme una retrobada amb la gent. Onomàstica tarragonina amb anotacions multidisciplinàries. Volum 1: A-M. Tarragona: Ed. Arola.

- — (2007): Tarragona: una passejada pel terme una retrobada amb la gent. Onomàstica tarragonina amb anotacions multidisciplinàries. Volum 2: N-Z. Tarragona: Ed. Arola..

- — (2007): Tarragona: una passejada pel terme una retrobada amb la gent. Onomàstica tarragonina amb anotacions multidisciplinàries. Volum 3: Plànols. Tarragona: Ed. Arola.

- RIERA I FORTUNY, Pilar (2005): Noms de lloc, cognoms i renoms de Vilallonga del Camp. Barcelona: Societat d'Onomàstica/Institut Cartogràfic de Catalunya.

- SELFA SASTRE, Moisès (2010): Onomàstica de Vespella de Gaià. Tarragona: Ed. Silva.

- VECIANA I AGUADÉ, Josep (1986): “Toponímia de la Pobla de Mafumet”, Història de la Pobla de Mafumet, de Francesc Cortiella i Òdena. La Pobla de Mafumet: Ajuntament de la Pobla de Mafumet; 235-274.

- –– (1990): “Recull de topònims i antropònims del terme municipal de Renau”, Treballs de la Secció de Folologia i Història Literària V de l'Institut d'Estudis Tarraconeneses Ramon Berenguer IV. Tarragona: Diputació de Tarragona, 59-143.

- –– (1994): “Topònims i Antropònims de Perafort i Puigdelfí” Treballs de la Secció de Folologia i Història Literària VII de l'Institut d'Estudis Tarraconeneses Ramon Berenguer IV. Tarragona: Diputació de Tarragona, 19-110.

1. ↑  Jassans, Miquel S.; Selfa, Moisès. Onomàstica de Valls i els seus agregats de Fontscaldes, Masmulets i Picamoixons.  Barcelona: Institut d'Estudis Catalans. Secció Filològica, 2015, p. 394. ISBN 978-84-9965-270-2.
2. 1 2  «Obra de Ramon Amigó (Societat d'Onomàstica)». [Consulta: 31 desembre 2022].
3. ↑  Amigó i Anglès, Ramon. Els topònims del terme municipal i del poble de Constantí.  Tarragona: Institut d'Estudis Tarraconenses Ramon Berenguer IV, 1968, p. 137.
4. ↑  Amigó, Ramon, M. Teresa Muntanya i Montserrat Sanmartí. Onomàstica del terme antic de Tamarit de Mar.  Barcelona: Institut d’Estudis Catalans, 2017, p. 407. ISBN 978-84-9965-344-0.
5. ↑  Miquel Solé, Carme; Ramon Pere Anglès. Onomàstica del terme municipal de Torredembarra.  Institut d'Estudis Catalans, Societat d'Onomàstica, 2022, p. 522. ISBN 978-84-9965-688-5.